# Raymond Carver
Pour les articles homonymes, voir Carver.
Œuvres principales
- Tais-toi, je t'en prie (1976)
- Parlez-moi d'amour (1981)
- Les Vitamines du bonheur (1983)
- Les Trois Roses jaunes (1988)

Raymond Clevie Carver, Jr., né le 25 mai 1938 à Clatskanie dans l'Oregon et mort le 2 août 1988 à Port Angeles dans l'État de Washington, est un écrivain américain. Également poète, Carver est avant tout considéré comme un nouvelliste de premier plan.

## Biographie
Né à Clatskanie, dans l'Oregon, une petite ville ouvrière sur le fleuve Columbia, il a grandi à Yakima dans l'État de Washington. Son père, ouvrier dans une scierie, était alcoolique et sa mère travaillait parfois comme serveuse ou vendeuse. Lors de son enfance et de son adolescence, il passe la plupart de son temps libre à lire, notamment des nouvelles de Mickey Spillane ou des magazines tels Sports Afield ou Outdoor Life.
En juin 1957, à l'âge de 19 ans, il se marie avec son amie de l'école secondaire qui est tombée enceinte, Maryann Burk, 16 ans. Elle vient d'obtenir son diplôme d'une école de filles épiscopalienne. Ils ont un deuxième enfant quand Carver a 20 ans. Après l'école secondaire, Carver travaille comme portier, ouvrier dans une scierie, ou comme vendeur. Maryann, quant à elle, occupe des emplois de serveuse, secrétaire, puis enseignante.
Après avoir déménagé en Californie, Raymond Carver s'intéresse à l'écriture et prend des cours de création littéraire avec le romancier John Gardner, qui aura une influence importante dans sa vie. Il poursuit ses études à l'université d'État de Californie à Chico, puis à l'université de Humboldt en Californie, et enfin à l'université de l'Iowa.
Dans les années 1960, Carver et sa famille habitent à Sacramento, où il travaille comme gardien de nuit à l'hôpital. Il étudie aussi à l'université d'État de Californie à Sacramento où il apprend beaucoup du poète Dennis Schmitz. Son premier recueil de poèmes, intitulé Near Klamath est publié en 1968 par le club d'anglais de cette université.
1967 est une année charnière pour Raymond Carver, marquée par la publication de son recueil de poèmes dans la respectable collection Foley et par la mort de son père. C'est également cette année-là qu'il déménage pour Palo Alto, afin de pouvoir travailler comme rédacteur pour Sciences Research Associates, où il est salarié jusqu'à 1970. Dans les années 1970 et 1980, sa carrière d'écrivain ayant enfin décollé, Raymond Carver enseigne dans diverses universités. De 1980 à 1983, il est professeur d'anglais à l'université de Syracuse.
Pendant les années où il travaillait à droite et à gauche, élevait ses enfants et essayait d'écrire, Raymond Carver s'est mis à boire. Il devait déclarer par la suite qu'à l'automne 1973, alors qu'il était professeur dans l'Iowa avec John Cheever, il avait plus bu qu'enseigné... L'année suivante, après avoir quitté Iowa City, Cheever se rend dans un centre de désintoxication pour guérir de son alcoolisme. Carver, quant à lui, continue de boire jusqu'en juin 1977. Il parvient à arrêter grâce à l'aide des Alcooliques anonymes.
En 1982, il divorce de Maryann, sa première épouse, inculpée pour coups et blessures sur la famille Kennedy[réf. nécessaire]. Il vit en fait depuis 1979 avec la poétesse Tess Gallagher, qu'il a rencontrée à une conférence d'écrivains à Dallas. Ils se marient en 1988 à Reno (Nevada). Deux mois plus tard, le 2 août 1988, il décède à Port Angeles dans l'État de Washington, d'un cancer du poumon. Il est âgé de 50 ans. Il venait de rentrer à l'Académie américaine des arts et des lettres.
Tess Gallagher a publié cinq nouvelles posthumes de Raymond Carver dans le recueil Call If You Need Me. L'une de ses histoires, « Kindling », remporta un O. Henry Award en 1999. Carver en avait déjà remporté six de son vivant pour « Are These Actual Miles » (titre original : « What is it? ») en 1972, pour « Put Yourself in My Shoes » en 1974, « Are You A Doctor? » en 1975, « A Small, Good Thing » en 1983 et « Errand » en 1988.
Ses tentatives restèrent vaines pour publier sous le titre Beginners un recueil de ses nouvelles dans leur rédaction initiale, c'est-à-dire avant les coupes drastiques imposées par son éditeur Gordon Lish et qualifiées d'amputations par Carver lui-même. Ce n'est qu'en 2009 que William Stull et Maureen Carroll en donnèrent une édition conforme à la rédaction originale.

## Style
Carver, s'il ne s'est pas uniquement consacré à la nouvelle, est resté comme l'un des auteurs les plus connus au monde dans ce genre. Il s'est décrit comme intéressé par la brièveté et l'intensité en littérature, appréciant savoir ses œuvres lues d'une seule traite. Cette brièveté est aussi née de la contrainte de ses origines modestes, de ses faibles revenus et de sa vie de famille, qui lui donnaient peu de temps pour écrire.
La critique lui accole généralement l'étiquette de « minimaliste », dans un sens positif : un dépouillement qui concentrerait le récit sur les traits les plus saillants des personnages et de l'histoire qui leur arrive, dans une langue élégante malgré sa familiarité et sa simplicité. Le réalisme et le souci de transcrire la vie des gens les plus modestes, issus des classes moyennes ou populaires et confrontés à des drames ordinaires, est une autre caractéristique associée à l'œuvre de Carver.
Cette critique s'est divisée pour savoir à quel point Carver a amélioré sa technique grâce à son éditeur, Gordon Lish. Les rapports entre les deux hommes ont inspiré un roman au Français Stéphane Michaka.

## Œuvres
Les œuvres de Raymond Carver, publiées en français par les Éditions de l'Olivier, sont principalement traduites par François Lasquin, Lise Dufaux, Jean-Pierre Carasso, Simone Hilling et Gabrielle Rolin.

### Recueils de nouvelles
- Tais-toi, je t'en prie (Will You Please Be Quiet, Please?), 1976, 2010.
- Furious Seasons, (1977)
- Parlez-moi d'amour (What We Talk About When We Talk About Love), 1981.
- Les Vitamines du bonheur, (Cathedral), 1983, 2010.
- Elephant, nouvelles, 1988.
- Les Trois Roses jaunes, (Where I'm calling from), 1988.
- Qu'est-ce que vous voulez voir ?, (Call if you need me : the uncollected fiction and prose), 2000.
- Débutants (Beginners, 2009, version originale de Parlez-moi d'amour), 2010.
- Neuf histoires et un poème, 1994 (Short Cuts: Selected Stories, 1993), Recueils des textes ayant inspiré le film de Robert Altman Short Cuts.

### Poèmes
- Near Klamath (1968)
- Winter Insomnia (1970)
- At Night The Salmon Move (1976)
- Les Feux (Fire, 1983), 1991
- Là où les eaux se mêlent (When Water Comes Together With Other Water, 1985), 1993
- La Vitesse foudroyante du passé (Ultramarine, 1986), 2006
- A New Path To The Waterfall (1989)
- In a Marine Light: Selected Poems (1988)
- All of Us: The Collected Poems (1996)
- Poésie (traduit de l'anglais (États-Unis) par Jacqueline Huet, Jean-Pierre Carasso et Emmanuel Moses), Paris, Éditions de l'Olivier, 2015, 413 p.  (ISBN 978-2-8236-0026-1)

réunit : Où l'eau s'unit avec l'eau traduit de Where water comes together with other water par Jacqueline Huet et Jean-Pierre Carasso ; La vitesse foudroyante du passé traduit de Ultramarine par Emmanuel Moses ; Jusqu'à la cascade traduit de A new path to the waterfall par Jacqueline Huet et Jean-Pierre Carasso

### Divers
- N’en faites pas une histoire (No Heroics, please), 1994, traduction revue en 2012

### Théâtre
- Dostoïevski (Dostoevsky), 1985, avec Tess Gallagher

### Essais, poèmes et histoires (hors recueils)
- Les Feux, 1991 (Fires: Essays, Poems, Stories, 1983)
- No Heroics, Please (1999)
- Call if You Need Me (2000)

## Adaptations cinématographiques
- Short Cuts (1993), film américain de Robert Altman, adaptation de plusieurs nouvelles de Carver
- Everything Goes (en) (2004), court-métrage australien d'Andrew Kotatko, d'après What We Talk About When We Talk About Love
- C'était le chien d'Eddy (2004), court-métrage français de Bertrand Mandico et Olivier Babinet, d'après What We Talk About When We Talk About Love
- Jindabyne, Australie (Jindabyne, 2006), film australien de Ray Lawrence, d'après So Much Water So Close to Home
- Everything Must Go (2011), film américain de Dan Rush, d'après Why Don't You Dance

## Musique
- Playing Carver : collectif de musiciens d'horizons divers ; projet et concerts ayant donné naissance à un disque. Textes de Raymond Carver mis en musique.

### Filmographie
- Birdman (2015) d'Alejandro González Iñárritu qui raconte l'histoire d'un acteur mettant en scène What We Talk About When We Talk About Love de Raymond Carver. L'acteur américain Michael Keaton interprète le rôle principal aux côtés de Emma Stone, Naomi Watts, Zach Galifianakis et Edward Norton.